# Daimler-Benz DB 602
Le Daimler-Benz DB 602 est un moteur diesel d'aviation puis, dans les versions ultérieures, de marine. Il a équipé le Zeppelin LZ 129 Hindenburg, et certains Schnellboot.

## Configuration
Le DB 602 est un moteur diesel à seize cylindres en V, avec un angle de 50° entre les deux rangées de cylindres. Il ne possède pas de suralimentation, les dirigeables restant à des altitudes très modestes. La puissance maximale au niveau de la mer dépasse les 1000 chevaux. Il possède beaucoup de caractéristiques typiques des moteurs en V d'aviation, par exemple l'utilisation de bielles à fourche, qui permettent de placer deux cylindres des deux rangées exactement dans le même plan.

## Version navale
Les moteurs des Schnellboot de la série MB500, déclinés en 12, 16 et 20 cylindres, sont des dérivés navals du DB 602.